# Bob Benson
Robert William Benson, född den 9 februari 1883 i Whitehaven, död den 19 februari 1916, var en engelsk professionell fotbollsspelare som spelade som back. Under merparten av karriären spelade han för Sheffield United. 

## Karriär

### Newcastle United
Under uppväxtåren spelade han för flera lokala klubbar, bland annat Swalwell. Han upptäcktes av Newcastle United och signerade ett proffskontrakt 1902.

### Woolwich Arsenal
1913 Benson gick han över till Woolwich Arsenal. 